# RALLY
「RALLY」は、1999年8月25日にビクターエンタテインメントから発売されたCymbalsのセカンド・シングルである。

## 解説
ボーカル土岐麻子の「メンバーが（ボールを打ち合う）ラリーをしてるPVやってみたくないですか?」という発言に触発され沖井礼二が作詞作曲したものである。なお、"RALLY"という単語には 「からかう，冷やかす」という意味があり、バンドの掲げたコンセプト「かわいくっていじわるな感じのバンド。ただしパンク」に合致することを沖井は発見し、「騙されてどんな気分？」という歌詞に象徴されるように騙し騙されあうという意味での「ラリー・ソング」となった。ゲストミュージシャンとして沖井が憧れていたザ・コレクターズの古市コータローが参加し、ギターを演奏している。
なお、ジャケットはエルヴィス・コステロのアルバム『GET HAPPY!!』のジャケットのパロディとなっている。

## 収録曲
1. RALLY
作詞・作曲・編曲：沖井礼二
2. (What's So Funny' Bout) PEACE, LOVE AND UNDERSTANDING
作詞・作曲：ニック・ロウ、編曲：沖井礼二
オリジナルはニック・ロウの在籍していたブリンズリー・シュウォーツ。後にオリジナルバージョンも聴いているが、カバーをしていた時点で、沖井はエルヴィス・コステロのカバー・ヴァージョンしか聴いたことがなかった。英語詞の対訳には「愛と平和と理解を信じる事の何がそんなにおかしいというんだ」という一行のみがインナースリーヴに掲載されている。
3. コメディ・ショウ
作詞：土岐麻子、作曲・編曲：沖井礼二
4. (Secret truck)